# Райхе, Катерина
Катерина Райхе (нем. Katherina Reiche; род. 16 июля 1973 года в Луккенвальде, Бранденбург) — немецкий политический и государственный деятель. Член «Христианско-демократического союза» (ХДС). Министр экономики и энергетики с 6 мая 2025 года.

## Биография
Родилась 16 июля 1973 года в Луккенвальде.
После окончания средней школы в 1992—1997 годах изучала химию в Потсдамском университете. В 1997 году она получила диплом. В 1995 году — младший научный сотрудник Института химии и биологии Университете Кларксона в Нью-Йорке. В 1997—1998 годах — научный сотрудник Потсдамского университета.

## Политическая карьера
В 1992 году она присоединилась к Молодёжному союзу Германии, молодежной организации ХДС и Ассоциации Христианско-Демократических студентов. С 1996 года она также стала членом ХДС. В 2000 году — членом Федерального правления ХДС.
С 1998 по 2015 год Катерина Райхе была членом Бундестага. С 2005 до 2009 года была заместителем председателя фракции ХДС/ХСС под руководством председателя Фолькера Каудера. В этой должности она отвечала за контроль над образованием и исследованиями, а также за охрану окружающей среды, природу и ядерную безопасность.
После парламентских выборов 27 сентября 2009, в правительстве канцлера Ангелы Меркель Райхе назначена на пост парламентского статс-секретаря в Федеральном министерстве окружающей среды, охраны природы и безопасности ядерных реакторов. 
После выборов 22 сентября 2013 года, в правительстве под руководством канцлера Ангелы Меркель назначена парламентским секретарём в Федеральном министерстве транспорта и цифровой инфраструктуры. В 2015 году она ушла в отставку из правительства Германии и отказалась от своих депутатского мандата, чтобы вступить в должность генерального директора Ассоциации муниципальных предприятий (VKU).

## Профессиональная карьера
С 2015 по 2019 год — генеральный директор и председатель Verband kommunaler Unternehmen (VKU).
В этой должности в июне 2016 года она была единогласно избрана президентом Европейского центра предприятий с участием общественности и Ассоциации общехозяйственных предприятий (CEEP).
С 2020 по 2025 год — председатель правления Westenergie, поставщика энергетических услуг.

## Возвращение в политику
6 мая 2025 года назначена федеральным министром экономики и энергетики в коалиционном правительстве под руководством федерального канцлера Фридриха Мерца (ХДС). Сменила Роберта Хабека, который занимал пост с 8 декабря 2021 года.

## Другая деятельность
- Член Немецкого совета по устойчивому развитию (РНЕ) (с 2016 года, была назначена канцлером ФРГ Ангелой Меркель)
- Член Консультативного совета Deutsche Flugsicherung (ДФС)
- Член Совета попечителей Немецкого музея

## Личная жизнь
У неё трое детей.